# Lettre pastorale
 (février 2023).
Si vous disposez d'ouvrages ou d'articles de référence ou si vous connaissez des sites web de qualité traitant du thème abordé ici, merci de compléter l'article en donnant les références utiles à sa vérifiabilité et en les liant à la section « Notes et références ».

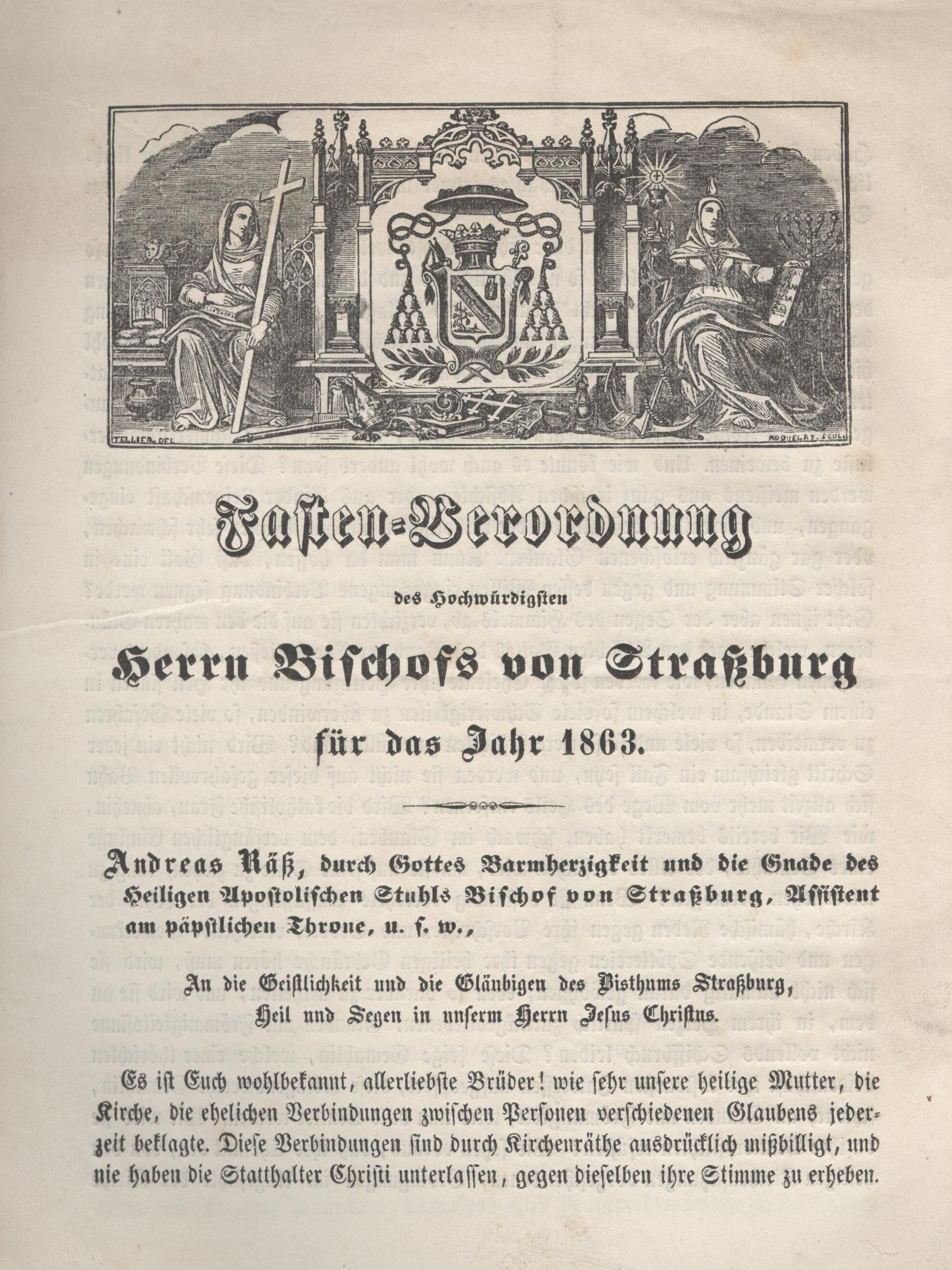
Lettre pastorale de carême datant de 1863, écrire par Andreas Räß, à l’époque évêque de Strasbourg.

Une lettre pastorale est une lettre circulaire qu’un évêque envoie en tant que « pasteur » au clergé ou aux fidèles de son diocèse (ou à tous). Son contenu est divers. Cela peut être une exhortation générale (telle une « lettre de Carême »), des instructions pour un comportement chrétien, en particulier lors de circonstances difficiles, ou apportant consolation et orientations lors d’événements tragiques. 
Dans l'Église catholique ces lettres sont également envoyées à l’occasion de l’ouverture d’une saison liturgique particulière ou lors de fêtes ou célébrations spéciales. Dans la plupart des Églises reconnaissant la hiérarchie épiscopale (telle l’Église catholique), le clergé est tenu de lire publiquement une lettre pastorale reçue de son évêque, lorsque les paroissiens sont rassemblés pour la célébration dominicale de l’Eucharistie.
Dans les églises protestantes non-épiscopales on appelle « lettre pastorale » toute lettre ouverte adressée par un pasteur à sa congrégation. Mais on donne ce nom plus particulièrement aux lettres qu’envoient à certaines saisons, par exemple, un modérateur d'assemblée presbytérienne ou le Président d'une congrégation baptiste.